# Beniamin I (koptyjski patriarcha Aleksandrii)
Beniamin I (ur. ?, zm. 661) – w latach 623–661 38. patriarcha (papież) Koptyjskiego Kościoła Ortodoksyjnego. 

## Życiorys
Pochodził ze wsi Barshut, położonej w prowincji Al-Buhajra. Od młodego wieku praktykował ascetyzm, w młodości wstąpił do klasztoru w Kanopos. Według koptyjskich przekazów miał on doznać we śnie objawienia, po którym patriarcha Andronik rozpoczął jego formację kapłańską, a pod koniec życia wyznaczył go na swojego następcę.
Po zdobyciu Egiptu przez Arabów uciekł z Aleksandrii i ukrywał się przez 10 lat. Za zgodą Amra Ibn al-Asa powraca jednak i obejmuje urząd patriarchy Aleksandrii. Jego współpracownikiem był późniejszy patriarcha Agato. Zmarł w wyniku długoletniej choroby nóg.